# Zaborsko (Poméranie-Occidentale)
Pour les articles homonymes, voir Zaborsko.
Zaborsko est une localité polonaise de la gmina rurale de Warnice située dans le powiat de Pyrzyce en voïvodie de Poméranie-Occidentale. Elle se trouve à environ 16 km au nord-est de Pyrzyce et 33 km au sud-est de la capitale régionale Szczecin.

## Géographie

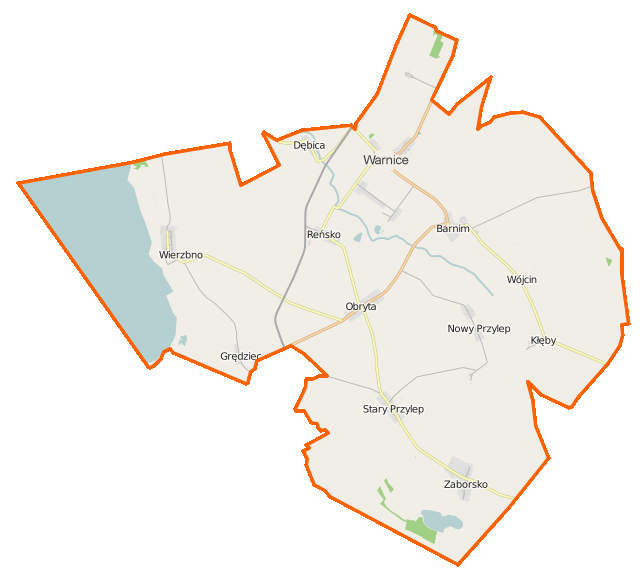
Carte de la gmina de Warnice.

## Histoire
De 1815 à 1945, Sabes fait partie de l'arrondissement de Pyritz dans le district de Stettin au sein de la province de Poméranie